# 麥卡洛 (加利福尼亞州)
麥卡洛（英語：McCulloh）是位於美國加利福尼亞州普萊瑟縣的一個非建制地區。該地的面積和人口皆未知。

## 地理
麥卡洛的座標為38°57′16″N 120°31′34″W / 38.95444°N 120.52611°W，而該地的平均海拔高度為1477米（即4846英尺）。